# Russ Tamblyn
Russell Irving (Russ) Tamblyn (Los Angeles, 30 december 1934) is een Amerikaans acteur en voormalig danser. De zoon van acteur Eddie Tamblyn stond al als tiener voor de camera. Hij werd het meest bekend als gangleider Riff in de musicalfilm West Side Story en als de excentrieke psychiater Dr. Lawrence Jacoby in de televisieserie Twin Peaks.

## Biografie
Tamblyn volgde op jonge leeftijd dans- en acrobaatlessen. Hij was een gymnastiekkampioen, wat goed van pas kwam in een aantal dans- en musicalfilms waarin hij acteerde. Vanaf 1948 was hij onder meer te zien in The Boy With Green Hair (1948), Samson and Delilah (1949), The Winning Team (1952) en Seven Brides for Seven Brothers (1954). Voor de film Peyton Place werd hij genomineerd voor een Oscar.
In West Side Story (1961) had hij een van de hoofdrollen en stond hij tegenover acteur Richard Beymer, die 29 jaar later net als Tamblyn in Twin Peaks te zien zou zijn. Hoewel hij hierna in tientallen series en films te zien was, zou het tot 1990 duren voordat hij opnieuw in een grote rol te zien was. Tamblyn kreeg de hem op het lijf geschreven rol van de excentrieke psychiater Dr. Lawrence Jacoby in de cultserie Twin Peaks van David Lynch en Mark Frost.
Tamblyn is de vader van actrice Amber Tamblyn (1983), die de hoofdrol vertolkte in de televisieserie Joan of Arcadia. In deze serie heeft hij een gastoptreden als 'Dog Walker God'. Eerder speelde hij met zijn dochter in de soapserie General Hospital, waarin hij verscheen als Dr. Jacoby, de rol die hij ook in Twin Peaks had vervuld. Hij is de broer van Larry Tamblyn (1943–2025), zanger van The Standells.